# Another Day (singel Buckshot LeFonque)
Another Day – singel zespołu Buckshot LeFonque, wydany 1 kwietnia 1997 roku nakładem wytwórni muzycznych Columbia Records oraz Sony Music. Singel promował wydany w tym samym roku drugi album studyjny zespołu zatytułowany Music Evolution.
Został wyprodukowany przez Branforda Marsalisa, który nagrał także partie saksofonowe do utworu. W nagraniu utworu uczestniczyli również Will Lee (gitara basowa), Richard Locker (wiolonczela), Rocky Bryant (perkusja), Frank McComb (keyboard), Julien Barber i Sue Pray (altówka), Barry Finclair, Donna Tecco oraz John Pintaville (skrzypce). Koncertmistrzem był Carol Webb Sortomme.
Featuring do utworu nagrał Frank McComb. Za miksowanie utworu odpowiedzialny był Rob Hunter z Manhattan Center Studios.
Utwór dotarł do 5. miejsca w zestawieniu Mega Top 50 w Holandii oraz 46. pozycji na flandryjskiej liście Ultratop 50 Singles w Belgii.
Dzięki popularności utworu „Another Day”, zespół Buckshot LeFonque zaliczany jest do grupy artystów jednego przeboju.

## Listy utworów i formaty singla
| Promo 1. „Another Day” (Remix) – 3:34 2. „Another Day” (Album Version) – 3:34 CD Promo Single Europe 1. „Another Day” (Album Version) – 3:34 12" Vinyl (Sony Music) 1. „Another Day” (Another Day In the Hood Mix) – 5:02 2. „Another Day” (Album Mix) – 3:34 3. „Music Evolution” (DJ Premier Mix) – 3:59 4. „Black Monday” – 5:54 |  | Maxi Single 1. „Another Day” (Album Version) – 3:34 2. „Another Day” (Remix) – 3:34 3. „James Brown” (Part I & II) – 4:56 CD Single 1. „Another Day” (Album Version) – 3:34 2. „Another Day” (In the Hood Mix) – 5:09 7" Vinyl 1. „Another Day” (Buckshot LeFonque) – 3:34 2. „Bella” (Paola & Chiara) – 3:56 |

## Pozycje na listach sprzedaży
| Kraj     | Lista (2016)        | Najwyższa pozycja |
| -------- | ------------------- | ----------------- |
| Holandia | Mega Top 50         | 5                 |
| Belgia   | Ultratop 50 Singles | 46                |